# 洪聰
洪聰（1463年—？），字謀甫，福建泉州府晉江縣人，軍鹽籍，明朝政治人物。

## 生平
弘治八年（1495年）乙卯科福建鄉試第三名舉人。弘治十五年（1502年）中式壬戌科會試第一百五十名，三甲第一百六十九名進士。正德末年，任南安府知府。当时明武宗南巡，布政使司命各地筹集费用。洪聰以地偏民寡为由，请求减免，使民众不被烦扰。道光《晋江县志》有传。。

## 家族
曾祖洪宗與；祖父洪輝；父洪孔續，母顏氏。慈侍下。弟洪明、洪睿。